# Памятник псковским десантникам
Памятник 6-й роте («Купол») — монумент в деревне Черёха Псковской области, призванный увековечить память о подвиге 84-х воинов 6-й парашютно-десантной роты 104-го гвардейского парашютно-десантного полка 76-й гвардейской воздушно-десантной дивизии.
Был сооружен согласно Указу Президента России № 1334 от 21 июля 2000 года «Об увековечении памяти воинов-десантников». Открыт 1 августа 2002 года. Архитектор — Анатолий Царик.

## Исторический фон
В разгар Второй чеченской кампании, 29 февраля 2000 года, в Аргунском ущелье, на высоте 776 произошло боестолкновение между крупными силами отступавших из окружения чеченских сепаратистов и отрядом российских десантников, составленным преимущественно из 6-й роты 2-го батальона 104-го парашютно-десантного полка 76-й Псковской дивизии. В ходе отчаянного сражения оборонявшиеся проявили массовый героизм, но силы были слишком неравны. Почти все десантники погибли.
Драматический ход и итог боя вызвали существенный резонанс в российском обществе. За этот подвиг 22 гвардейца (из них 21 посмертно) были удостоены звания Героя России, 69 солдат и офицеров 6-й роты награждены орденами Мужества (63 из них — посмертно). В конце июля 2000 года президент Российской Федерации В. В. Путин распорядился установить в Пскове памятник геройски погибшим воинам.

## Расположение
Памятник расположен на небольшой площади между автотрассой федерального значения «Псков» и контрольно-пропускным пунктом 104-го десантно-штурмового полка, расквартированного в Черёхе. Каменная ограда КПП и военного городка, имитирующая крепостные стены с караульными башенками по углам, ограничивает собой площадь с севера, востока и юга. Западной границей является вышеупомянутая автодорога. В северной и южной оконечностях площади через автотрассу организован пешеходный переход, регулируемый светофором с цифровой индикацией.
Непосредственную близость областного центра подчёркивает придорожный приветственный знак «Псков», находящийся на расстоянии примерно ста метров к северу от памятника в зоне прямой видимости.

## Описание
Автором памятника стал псковский архитектор Анатолий Царик. За основу он взял главный символ десантников — парашют. Белоснежный металлический купол стальными стропами опирается на постамент, стилизованный под четырёхгранную горную вершину. Постамент по центру каждой грани охватывают трапециевидные плиты из красного гранита, которые в плане формируют собой образ Георгиевского креста. Гранитные плиты содержат в себе список погибших воинов из 84-х фамилий. Западная плита, обращённая к автотрассе, отмечена золотой звездой Героя России и хранит имена 21 десантника отмеченного этой почётной наградой. На остальных плитах сгруппированы 63 военнослужащих награждённых орденом Мужества, о чём свидетельствует символ награды, размещённый в верху каждой плиты.
Внутренняя сторона купола парашюта покрыта изображениями автографов погибших десантников, а венчает купол стилистическая звезда Героя России, заключённая в полюсном отверстии. Центральной осью монумента является композиция из 84-х поминальных свечей устремлённых ввысь. В тёмное время суток каждая из свечей загорается тусклым оранжевым светом. На западной стороне памятника, у подножия пучка свечей, присутствует щит с надписью: «6 роте благодарная Россия».

Кроме самого памятника мемориальный комплекс дополняет памятный камень, расположенный на северо-восточном краю площади. Закреплённая на нём гранитная табличка гласит:
Отсюда ушла в бессмертие шестая парашютно-десантная рота 104 гв. ПДП, героически погибшая на высоте 776.0 при выполнении боевой задачи

## Галерея

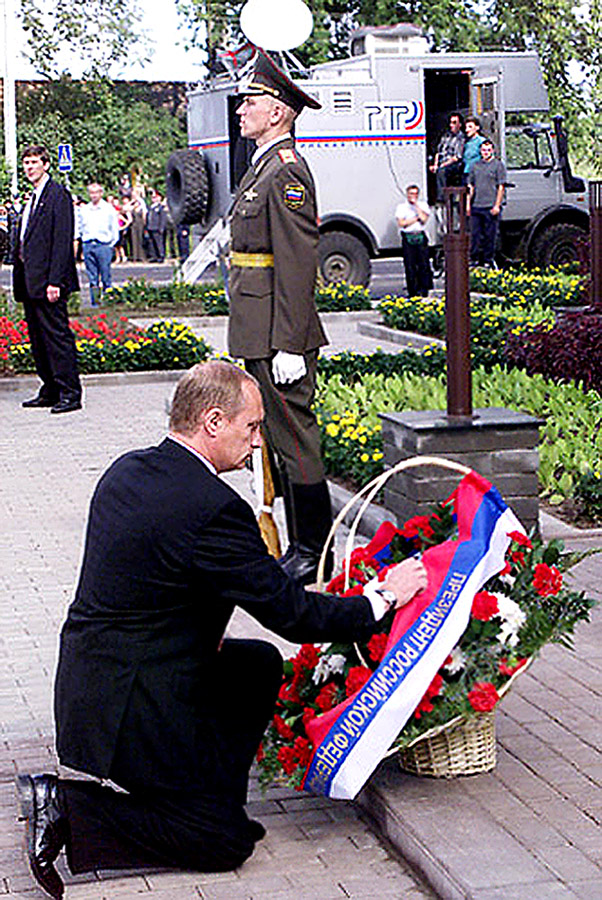
В. Путин на открытии памятника
Вид купола снизу
Памятник ночью
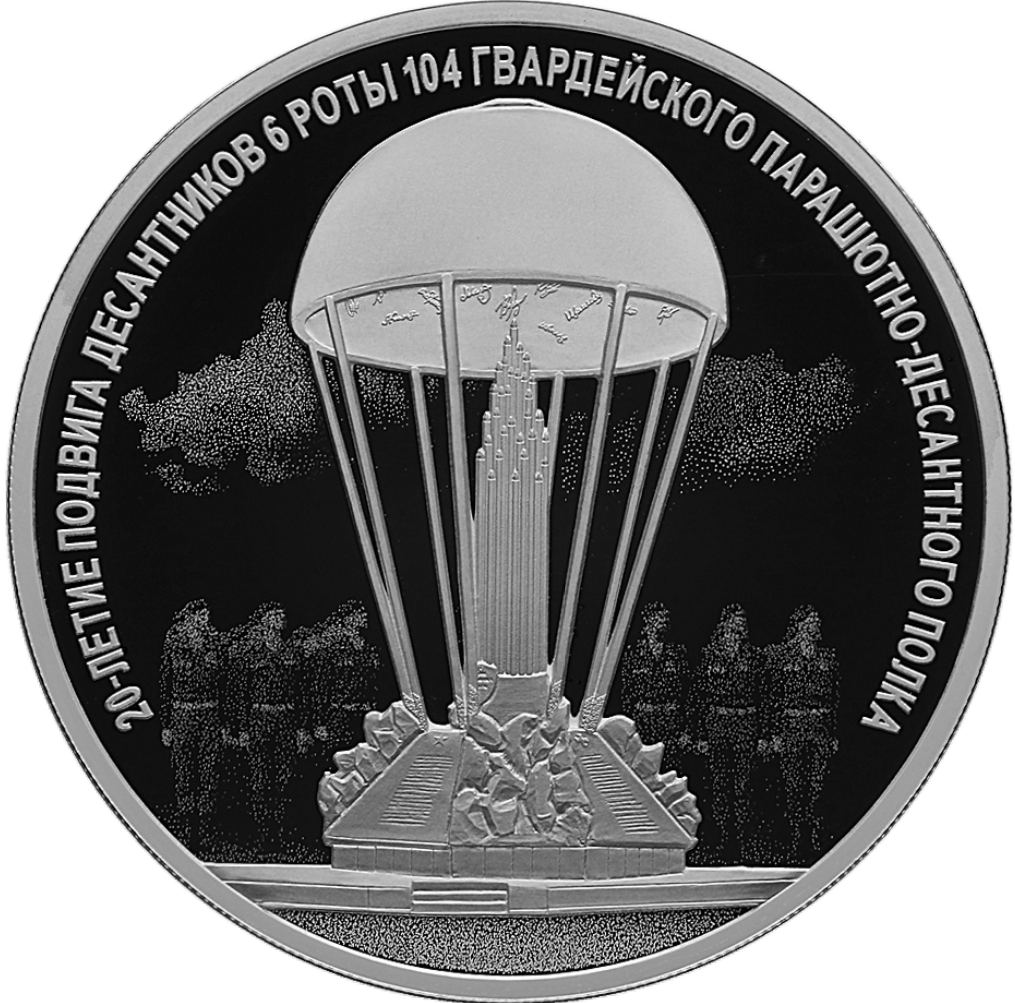
Монета 2020 года. 20-летие подвига десантников 6 парашютно-десантной роты 104 гвардейского парашютно-десантного полка 76 гвардейской воздушно-десантной дивизии. Памятник псковским десантникам.

## Комментарии
1. ↑  Следует учитывать, что формально среди 84 погибших были также военнослужащие из 4-й роты того же полка.